# 金森隆浩
金森 隆浩（かなもり たかひろ、1972年8月12日 - ）は、和歌山県有田郡湯浅町出身の元プロ野球選手（投手・右投右打）。
立命館大学（関西学生野球リーグ）時代は速球派投手として注目され、1994年のドラフト会議で中日ドラゴンズ（セントラル・リーグ）から1位指名を受けて入団したが、NPBの一軍公式戦では未勝利（登板試合数は通算2試合）に終わり、1999年限りで現役を引退した。

## 来歴・人物

### プロ入り前
湯浅町立湯浅小学校・湯浅町立湯浅中学校出身。小学校1年生の時に軟式野球を始め、父が監督を務める和歌山県立耐久高等学校では1年秋からエースとなる。高校時代は甲子園への出場経験はなく、3年夏も県大会3回戦止まりだったが、速球派投手としてプロ球界から勧誘を受けていた。
卒業後は立命館大学（経済学部）へ進学して大学硬式野球部に所属。1993年（第22回）・1994年（第23回）と2年連続で日米大学野球の代表に選出され、1993年には2勝を挙げた。大学3年次には最高球速147 km/hを記録し、同年春のリーグ戦では防御率0.89を記録した。中日ドラゴンズ（当時の監督：高木守道）は1994年4月時点で金森を同年のドラフト会議における1位指名候補に予定していたが、3年のオフに腰を痛めたことで投球フォームを崩し、4年次は球速140 km/hさえ程遠くなっていたが、春季リーグ戦で最優秀投手賞を受賞した。リーグ戦の通算成績は12勝15敗・防御率1.91。1学年下に水田章雄投手がいた。
ドラフト会議直前には同郷の西口文也とともに、中日が紀田彰一の抽選を外した場合の外れ1位候補としてリストアップしていた。そして会議当日（11月18日）、中日は横浜ベイスターズとともに紀田を1位指名したが、抽選により横浜が交渉権を獲得したため、金森は中日から紀田の外れ1位として指名された。指名後からは調子が上向き、球速140 km/hをコンスタントに出せるようになった。入団時の年俸は1,000万円・契約金は8,000万円で、「球速150 km/hの球を投げたい。力で相手打者のバットをへし折りたい」と目標を掲げていた。また、金森について担当スカウト・中田宗男は「完調なら150 km/hは投げられる投手」と、前中日投手コーチ・水谷寿伸（野球評論家）も「試合経験が少ないので打者との駆け引きはいまいちだが、潜在能力は河原純一（巨人1位指名）に負けぬものを持っている」とそれぞれ評価していた。中田は関西地区担当スカウトとして高校時代から西口と金森それぞれのスカウティングを担当しており、ドラフト会議直前には関東地区担当スカウトの堀江忠一が西口のスライダーの切れの良さを高く評価していたが、当時の中日スカウト陣はスカウト部長の岡田悦哉の方針により、自身の担当地区以外の選手を見ることが事実上できなかったため、中田は大学進学後の西口の投球を見ておらず、岡田から2人のどちらが良いか質問され、高校時代に限れば西口よりも金森の方が好素材だと感じていたということを話したところ、岡田は紀田の外れ1位で金森の1位指名を決断したという。

### プロ入り後
ドラフト当時、補強ポイントの1つとされていた右の先発投手候補として期待されていたが、プロ入り1年目の1995年は故障で出遅れて一軍では登板できなかった。同年7月15日に二軍（ウエスタン・リーグ）戦で初登板したが、14試合（投球イニング：60回）を投げて2勝4敗・防御率4.35の成績にとどまった。同年オフの契約更改では新人選手としては異例の年俸大幅ダウン（前年比20％減）となる年俸800万円で更改したが、秋季キャンプでは速球の球速などに手応えを掴んでいた。
1996年シーズンは二軍で23試合（投球イニング：104回1/3）に登板して11勝4敗・防御率3.57（リーグ投手順位は16人中9位）の成績を残し、香田勲男（近鉄バファローズ）と並んで最多勝利のタイトルを獲得した。同シーズンは前半戦は球速130 km/h台だったが、後半戦は140 km/h台をマークするようになっていた。シーズン終盤に一軍昇格を果たし、10月2日の対広島東洋カープ24回戦（広島市民球場）で大量リード中の9回に救援としてプロ初登板。先頭打者の前田智徳を一塁ゴロ、続くルイス・ロペスを二塁ゴロに打ち取り、最後は野村謙二郎を143 km/hの直球で空振り三振に討ち取って3人で抑えた。10月9日の対阪神タイガース最終戦（阪神甲子園球場・第26回戦）でプロ初先発登板を果たしたが、初回1番2被安打・1失策により無死満塁となり、4番打者・新庄剛志から（新庄にとって通算3本目の）満塁本塁打を被弾。その後も6番・桧山進次郎を三振に打ち取っただけで、2被安打・1四球により再び満塁のピンチを招くと、代打・塩谷和彦から1イニング2本目の満塁本塁打を被弾した。これにより1イニング8失点を喫した。このような乱調に対し、監督の星野仙一は「二度と俺の前に顔を出すな！」と激怒しており、担当スカウトの中田は金森は優しい性格であったため、星野の叱咤をバネにすることができなかったと評している。
1イニング2満塁被弾はこれがNPB初記録で、これ以降には以下の記録が出ている。
- 1999年8月20日・日本ハムファイターズ - 史上2度目（パ・リーグでは初）[23]。対福岡ダイエーホークス戦（福岡ドーム）の2回裏、無死満塁で先発投手の山原和敏が秋山幸二から被弾。その後、一死満塁で2番手投手の今井圭吾が小久保裕紀からランニング本塁打を被弾[24]。
- 2007年4月1日・吉井理人（オリックス・バファローズ） - 史上3度目。対東北楽天ゴールデンイーグルス戦（フルキャストスタジアム宮城）で3回裏、ホセ・フェルナンデスと山﨑武司から被弾[25]。ただし失策絡みのため、吉井の自責点は0。
- 2010年6月20日・阿南徹（オリックス） - 史上4度目。対北海道日本ハムファイターズ戦（京セラドーム大阪）で8回表、小谷野栄一と金子誠から被弾[26]。吉井とは異なり阿南は失策が絡んでいないため、阿南の自責点は失点と同数の8。
- 2013年8月22日・大石達也（埼玉西武ライオンズ） - 史上5度目。対千葉ロッテマリーンズ戦（QVCマリンフィールド）で3回裏、井口資仁と鈴木大地から被弾[27]。

1997年シーズン（年俸900万円）終了後の11月29日、契約更改交渉の際に「武者修行の意味で台湾に行ってもらうかもしれない」と打診され、これを「違うところでやるのも自分のためになる」と了承。12月15日、過去に郭源治・松永幸男と中日選手を受け入れた実績のある統一ライオンズ（台湾プロ野球）へ1年契約で移籍することが決まり、同日付で中日を自由契約となった。
1998年は台湾・統一で22試合に登板（先発10試合・救援12試合）し、3勝2敗・防御率3.09の成績を残した。オフの11月25日、台湾での活躍を認められ、2年ぶりに中日復帰を果たした（背番号63・年俸800万円）。この時は投球フォームが前に突っ込まないようになったことでコントロールが安定するようになっており、金森自身も「（台湾での1年間で）1人で考えていろいろなことが試せた。投手のレベルが1年で上がっていて驚いた」と手応えを感じていた。
1999年は一軍に昇格できず、同年オフに中日から再び戦力外通告を受ける。その後オリックス・ブルーウェーブの入団テストを受けるが不合格となり、現役を引退。
2000年は中日の打撃投手を務めていたが、同年限りで退団した。
2020年2月7日には日本学生野球協会から「学生野球資格回復」の適性認定を受けた。
自身の子息も母校・耐久高校でエースを務めた。

## 選手としての特徴
ドラフト当時、水谷寿伸は「調子の良い時は145 km/h以上のストレート、カーブも大きく、決め球のフォークも落差はある」と評価していた。

## 詳細情報

### 年度別投手成績
| 年 度     | 球 団     | 登 板 | 先 発 | 完 投 | 完 封 | 無 四 球 | 勝 利 | 敗 戦 | セ 丨 ブ | ホ 丨 ル ド | 勝 率 | 打 者 | 投 球 回 | 被 安 打 | 被 本 塁 打 | 与 四 球 | 敬 遠 | 与 死 球 | 奪 三 振 | 暴 投 | ボ 丨 ク | 失 点 | 自 責 点 | 防 御 率 | W H I P |
| --------- | --------- | ----- | ----- | ----- | ----- | -------- | ----- | ----- | -------- | ----------- | ----- | ----- | -------- | -------- | ----------- | -------- | ----- | -------- | -------- | ----- | -------- | ----- | -------- | -------- | ------- |
| 1996      | 中日      | 2     | 1     | 0     | 0     | 0        | 0     | 1     | 0        | --          | .000  | 18    | 3.0      | 7        | 2           | 2        | 0     | 0        | 2        | 0     | 0        | 8     | 7        | 21.00    | 3.00    |
| 1998      | 統一      | 22    | 10    | 0     | 0     | 0        | 3     | 2     | 0        | --          | .600  | 312   | 70       | 76       | 2           | 33       | 1     | 7        | 36       | 4     | 0        | 34    | 24       | 3.09     | 1.56    |
| NPB：1年  | NPB：1年  | 2     | 1     | 0     | 0     | 0        | 0     | 1     | 0        | --          | .000  | 18    | 3.0      | 7        | 2           | 2        | 0     | 0        | 2        | 0     | 0        | 8     | 7        | 21.00    | 3.00    |
| CPBL：1年 | CPBL：1年 | 22    | 10    | 0     | 0     | 0        | 3     | 2     | 0        | --          | .600  | 312   | 70       | 76       | 2           | 33       | 1     | 7        | 36       | 4     | 0        | 34    | 24       | 3.09     | 1.56    |

### 記録
NPB
- 初登板：1996年10月2日、対広島東洋カープ24回戦（広島市民球場）、9回裏に救援登板・完了、1回無失点
- 初奪三振：同上、9回裏に野村謙二郎から
- 初先発登板：1996年10月9日、対阪神タイガース26回戦（阪神甲子園球場）、2回8失点（自責点7）で敗戦投手

### 背番号
- 12 （1995年 - 1997年）
- 11 （1998年）
- 63 （1999年）
- 113 （2000年）